# Aga Muhammed Khan
Aga Muhammed Khan Qajar (persiska: آغا محمد خان قاجار; även känd under regentnamnet Muhammed Khan Shah), född 14 mars 1742 i Astarabad, död 17 juni 1797 i Sjusja, var en persisk kung av Qajardynastin.

## Biografi
Efter en svår ungdom, då Khan upprepade gånger tillfångatogs och även kastrerades, ledde han den turkmenska Qajarstammen till seger över Zanddynastin. Med skicklighet och hänsynslöshet utmanövrerade Aga Muhammed på 1780-talet de sinsemellan stridande Zandprinsarna och etablerade sin dynasti på Persiens tron. År 1785 gjorde han för första gången Teheran till landets huvudstad. Efter ett framgångsrikt krigståg till Georgien år 1795–1796 lät Aga Muhammed Khan slutligen kröna sig till shah men mördades redan året därpå och efterträddes av sin brorson Fath-Ali Shah.